# Culture arabe
Ne doit pas être confondu avec la culture islamique.
 (janvier 2017).
 (janvier 2017).

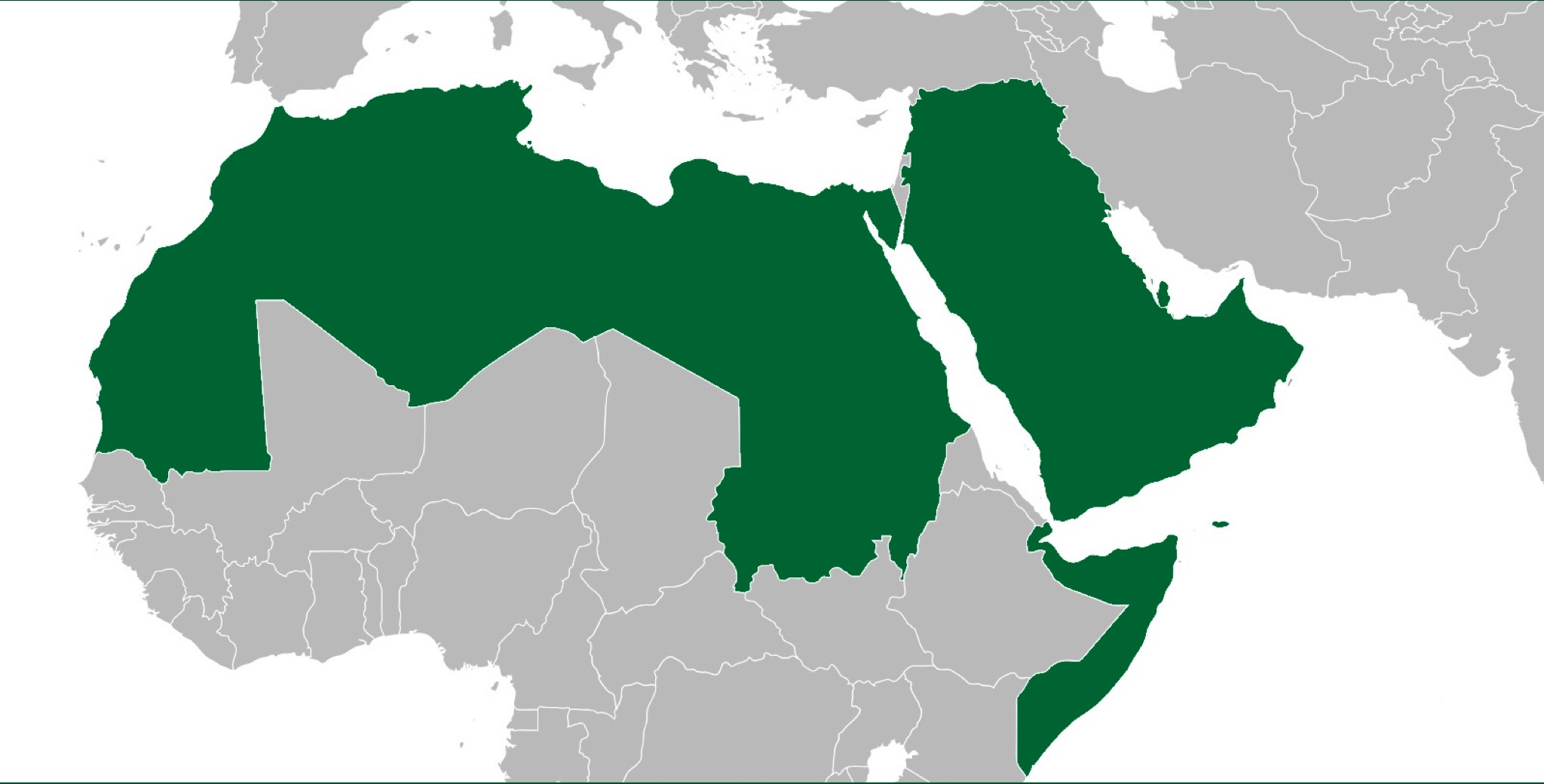
Carte du monde arabe.

La culture arabe fait référence aux cultures communes partagées par les pays du monde arabe, du Nord de l'Afrique jusqu'au Golfe Persique.

## Géographie

Pays où la langue arabe est :
seule langue officielle
langue co-officielle dans un pays à majorité arabophone
langue co-officielle dans un pays à minorité arabophone

Sont considérés comme constituant le monde arabe, les pays suivants, listés par ordre alphabétique : l’Algérie, l’Arabie saoudite, le Bahreïn, les Comores, Djibouti, l’Égypte, les Émirats arabes unis, l’Irak, la Jordanie, le Koweït, le Liban, la Libye, le Maroc, la Mauritanie, l’Oman, le Qatar, la Palestine, la Somalie, le Soudan, la Syrie, la Tunisie et le Yémen. Ces pays sont membres de la Ligue Arabe, ils se situent dans le Maghreb (Algérie, Maroc, Tunisie, Mauritanie, Libye), le Proche-Orient, le Moyen-Orient et la corne africaine. Le monde arabe contient plusieurs sites à fort enjeu géostratégique et notamment les détroits de Gibraltar, du Bosphore, d’Ormuz et d’Aden, ainsi que le canal de Suez.
Le monde arabe a rarement constitué une entité géopolitique unifiée. Les États de culture arabo-musulmane entretiennent des relations souvent disparates, et chaque pays possède une civilisation qui lui est propre, à savoir : la civilisation arabo-musulmane, arabe, ou comportant une population arabe ou islamique importante pour des pays tels que Chypre et Israël.
Les appellations des États constituant le monde arabe ont évolué, selon trois périodes charnières : l’Antiquité, les débuts de l’islam (VIIe et VIIIe siècles) et les temps modernes (depuis 1850). Seul le Koweït fait exception. Son nom ayant été décidé par les Européens durant la période coloniale.
Les grands bassins hydrographiques du monde arabe sont les fleuves du Nil, du Tigre et de l’Euphrate.

## Histoire
À partir du Ve millénaire av. J.-C., les tribus pastorales et nomades arabes se sont sédentarisées au bord des fleuves Nil, Tigre et Euphrate. Le climat propice et la fertilité des sols, due notamment aux lœss terres alluvionnaires, ont permis le développement de domaines agricoles. La maîtrise des techniques de l’irrigation contribua à la croissance et à la stabilité, ce qui favorisa l’accroissement démographique et la fondation des premières villes. Vers 2334 av. J.-C., le seigneur Sargon d'Akkad prit possession de la Haute et la Basse-Mésopotamie Sumérienne. Ce nouveau territoire constitua l’un des premiers empires centralisés au monde. Entre 1894 et 539 av. J.-C., les Babyloniens dominèrent ce territoire. La cité de Babylone, traduite par « porte de Dieu », fut la capitale commerciale et religieuse des Babyloniens jusqu’à ce que Cyrus Ier, roi de Perse, prit possession de la Mésopotamie, vers 539 av. J.-C. et inaugura plusieurs siècles de domination étrangère. Quatorze ans plus tard, en 525 av. J.-C., les Perses prirent également possession de l’empire égyptien.
Par la suite, Alexandre, roi de Macédoine envahit l'Egypte, la Mésopotamie, la Libye jusqu’à la vallée de l’Indus, l’Asie centrale jusqu’à l’Éthiopie, l’Arabie et une partie de l’Europe. L’influence de la culture grecque puis celle des Romains, favorisèrent le développement du christianisme, créant ainsi une coupure culturelle avec les peuples à l’est de l’Euphrate[Quoi ?]. À partir du Ve siècle, l’Empire byzantin envahit graduellement les territoires de l’Empire romain d’Occident, jusqu’à assiéger Constantinople[Quoi ?].
Cette invasion permit à l’Empire d’Orient, à partir du VIIe siècle, d’étendre l’islam vers le bassin méditerranéen[Quoi ?].

## Valeurs – Croyances

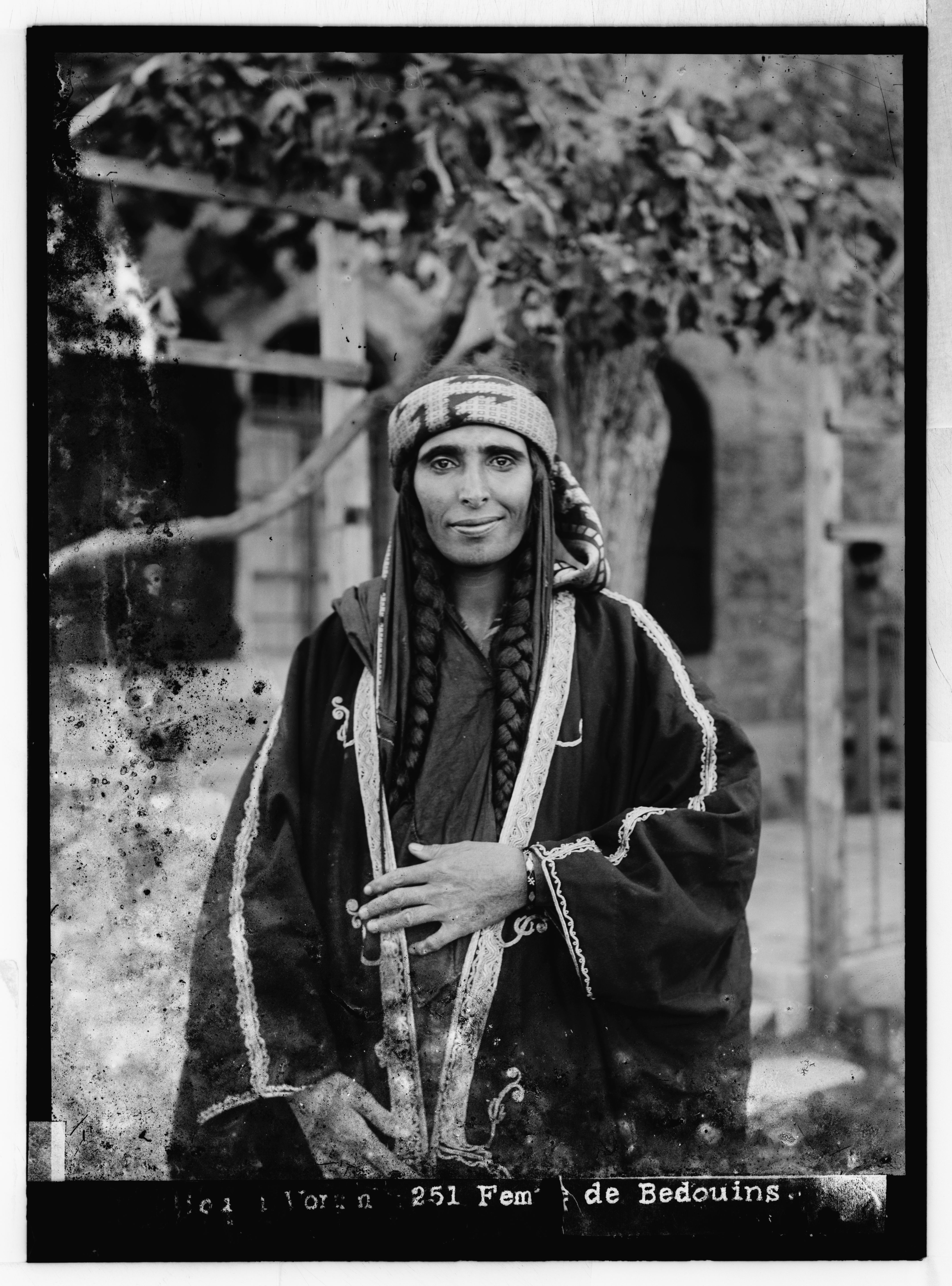
Femme bédouine de Palestine, entre 1898 et 1914.

Le peuple arabe peut être approximativement divisé en deux grandes catégories, selon les valeurs culturelles : les Bédouins, plutôt conservateurs et aux coutumes fortement ancrées, et les citadins, eux-mêmes divisés entre le monde arabe et le monde occidental. La noblesse, la fraternité, la convivialité et la générosité, autant envers les proches qu’envers les étrangers, sont des valeurs généralement vénérées, et les peuples arabes sont réputés très hospitaliers. Le rituel du lavement des mains et des pieds que les enfants, l’hôte ou l’hôtesse de la maison prennent parfois soin d’effectuer aux visiteurs sont considérés comme une forme de respect pour ceux qui arrivent de loin. Une tasse supplémentaire peut également être placée sur la table des repas afin que celui ou celle qui arrive par hasard se sente attendu(e).

## Relations

### Le mariage
Dans la culture arabe la cérémonie du mariage diffère selon les pays, les régions, les traditions et les croyances des familles.[réf. nécessaire]

## Cuisine
Il n'y a pas une cuisine arabe, mais un amalgame de plusieurs cuisines dites « complémentaires ». Parmi les plus populaires, la cuisine algérienne, la cuisine marocaine, la cuisine tunisienne, la cuisine égyptienne et la cuisine du Proche-Orient, souvent appelée « cuisine libanaise ». Trois caractéristiques leur sont communes :
- Chacune accorde la prédominance de ses mets au pain, un symbole social et religieux ; il constitue soit un accompagnement qu’on rehausse avec des condiments (olives, tomates, fritures, etc.), soit le repas lui-même (les mets en sauce).
- Le mets de base de toute cuisine arabe est la céréale, qui diffère selon les régions. Se font concurrence la semoule (Afrique du Nord), le blé concassé (Balkans, Turquie, Moyen-Orient) et le riz (pays de la Péninsule, Égypte). Les céréales se retrouvent sous forme de pâtes maison ou industrielles telles que le richta (Algérie) ou le makruna (Tunisie). On se sert de la semoule pour concocter le couscous, un mets très prisé par les arabes qui le préparent avec de la viande ou simplement avec des légumes.
- Les cuisines arabes font une large place aux soupes et potages ainsi qu'aux bouillies. Les premières sont préparées avec des pâtes, céréales ou légumes et les secondes avec de la farine ou du maïs[8].Assiette où sont présentés des dolmas.

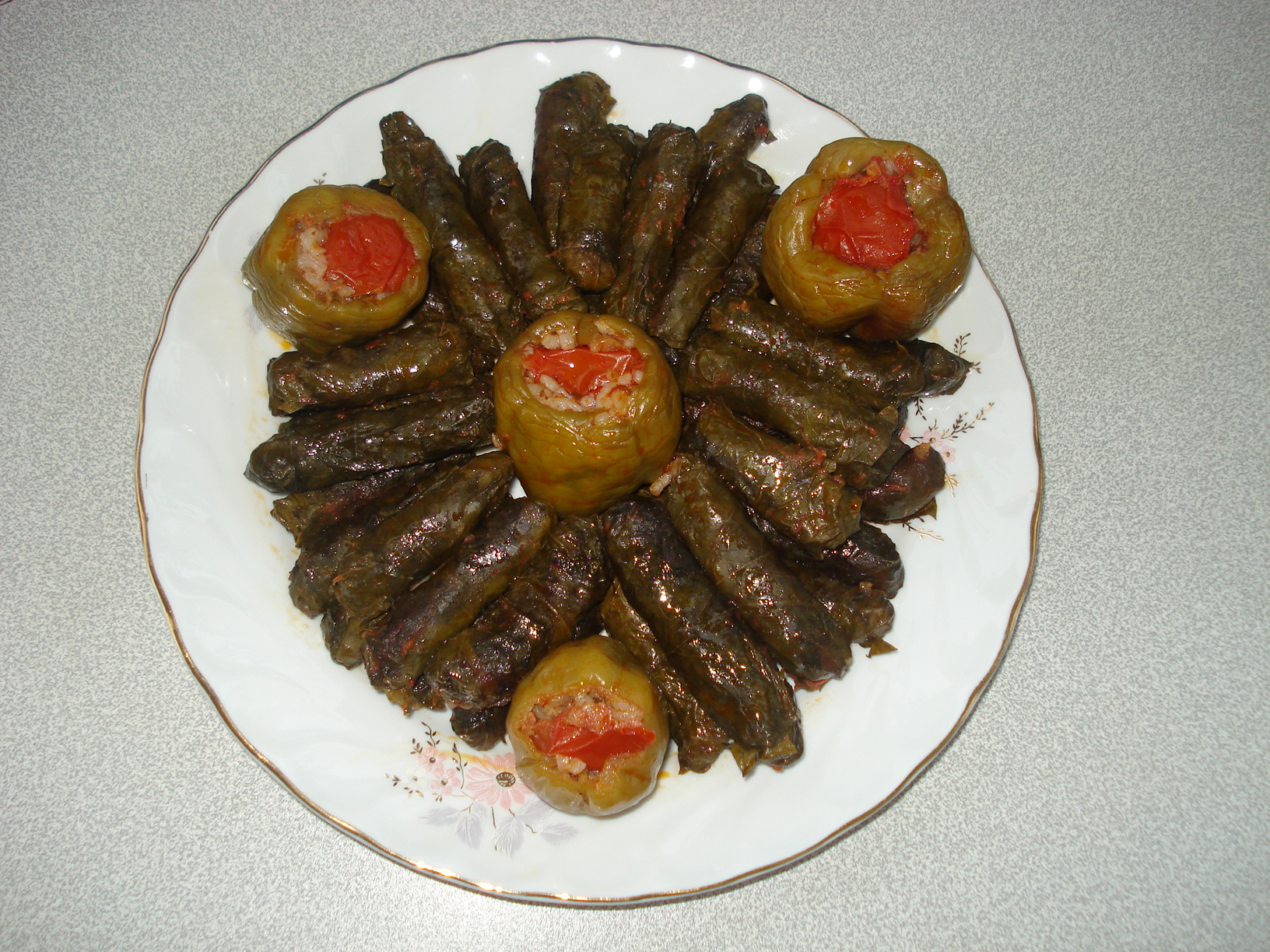
Assiette où sont présentés des dolmas.

Ce qui différencie ces cuisines est la manière d’adapter les plats au goût des aliments qui se trouvent dans leur région. Les régions rurales sont caractérisées par leur alimentation pauvre et monotone tandis que les régions urbaines ont droit à des menus plus riches et variés, conséquence de la mondialisation et des recettes rapportées d’ailleurs.
Les cuisines arabes, qu'elles soient du Maghreb ou de Méditerranée orientale, ont un héritage commun : elles sont à la fois héritières de la cuisine de la Rome antique, qui était la référence culinaire de tout le bassin méditerranéen pendant l'Antiquité, et les héritières de la gastronomie arabe de Bagdad ou d'al-Andalus, entre le Xe et le XIVe siècle. Des livres de cuisine proposant aussi bien des indications de diététique que des recettes de la gastronomie de cour ou des recettes plus simples ont été écrits à Bagdad, Alep, en Égypte ou dans al-Andalus, entre le Xe et le XIVe siècle, à une époque antérieure aux livres de cuisine européens. Certaines recettes sont communes à ces livres, ce qui permet d'affirmer une certaine unité de la cuisine arabe, malgré ses différences. Couscous ou makrut, nougat ou sirop sont déjà présents dans ces livres de cuisine, comme le goût pour les épices, les saveurs acidulées ou aigre douces, l'eau de rose, l'amande ou les fruits en cuisine, les viandes très cuites cuisinées en sauce avec des légumes ou en sauce épaissie par du pain ou des pâtes.
L'Europe a une dette culinaire vis-à-vis de la cuisine arabe[non neutre] : les Arabes ont fait découvrir à l'Europe l'aubergine, l'épinard, les pâtes, l'escabèche, le feuilletage, de nombreuses confiseries (confitures, pâtes de fruit, sirops, nougats…) ou la distillation.
Les produits originaires d'Amérique (tomate, poivron, piment, pomme de terre) ont révolutionné la cuisine arabe, comme cela s'est passé pour les autres cuisines de la Méditerranée.

### Interdits religieux
La consommation de viande de porc et d'alcool est interdite aux arabes musulmans. L'abattage rituel est également de rigueur.

## Habillement

### Code vestimentaire
Dans les pays aux conditions climatiques placées sous le sceau du soleil, le voile peut posséder une vertu protectrice contre les rayons solaires, au même titre que le ghutra, un tissu que portent les hommes et qui couvre la tête mais laisse le visage à découvert, et qui peut être agrémenté d'une igal qui le maintient sur la tête, ou porté en turban.[réf. souhaitée]

## Religion
Si certains arabes sont juifs ou chrétiens (dits Chrétiens d'Orient), la majorité d'entre eux sont musulmans,.

## Les arts

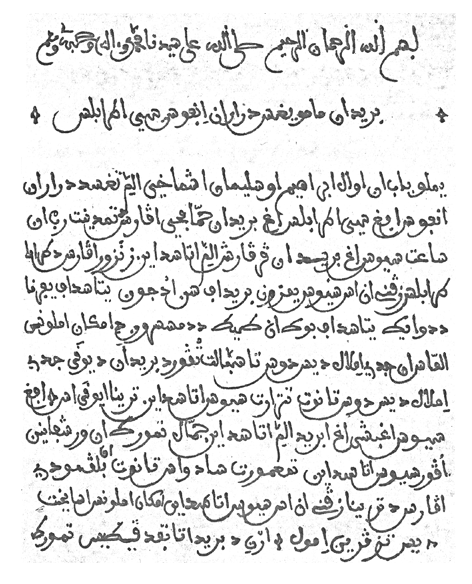
Extrait d'une lettre en langue Nafusi écrite en calligraphie arabe.

La calligraphie arabe est un art qui comporte deux branches distinctes, la première est le style hijâzî (d'Arabie saoudite) qui se caractérise par une écriture dont les verticales sont inclinées vers la droite et la seconde qui vient du style coufique plus utilisé dans les écrits stylisés. Il y a 6 styles d’écriture de base. Ceux-ci vont de la signature aux anciennes formes que l’on peut admirer dans les manuscrits. La calligraphie se pratique avec un qalame fabriqué en roseau biseauté à son extrémité. Pour chaque style, il y a son calame.

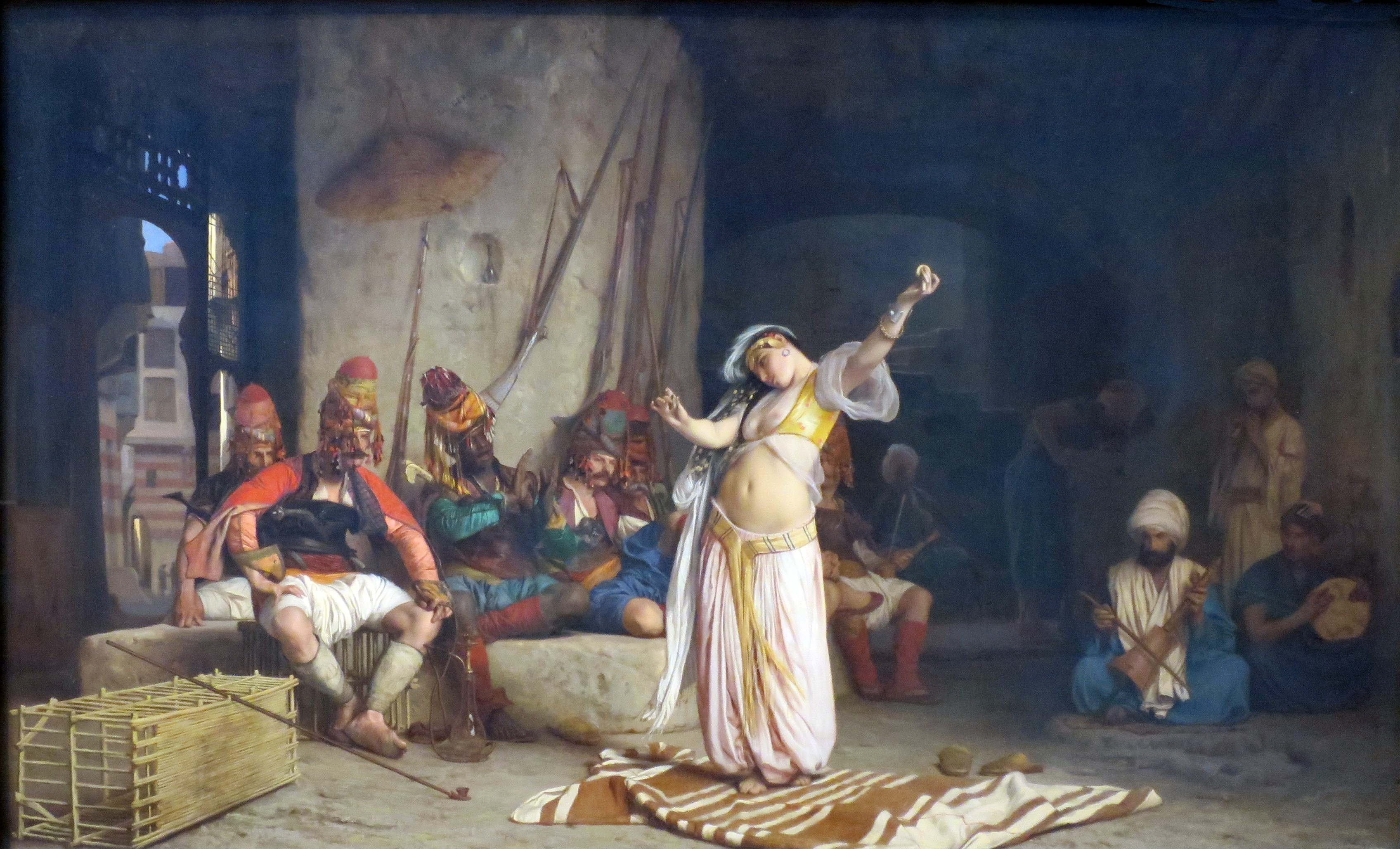
La cour mystifiée par une danseuse de baladi.

Plusieurs expositions se font partout dans le monde concernant la peinture, la sculpture, le dessin.
Le cinéma est actif et les compagnies cinématographiques font de nombreux films annuellement.
Le monde de la musique a été actif et il l’est aussi encore. Dalida[Quoi ?], K-maro, Nancy Ajram et la chanteuse libanaise Elissa Khoury. Il y a aussi les stars du sport et de la danse. Le baladi est aussi un art qui se pratique depuis des milliers d’années et qui hypnose encore les foules de curieux. Un des système musical majeur des musiques arabes et le maqâm, système microtonal utilisé dans différentes musiques arabes et turques.

## La langue
La langue arabe a deux composantes, soit l’arabe littéraire et l’arabe dialectal. L’arabe littéraire est utilisé dans les textes littéraires. Le coran est écrit avec l’arabe littéraire. L’arabe dialectal est différent pour chaque région. Ainsi, la langue arabe est comme toutes les langues du monde, elle a des ramifications différentes. L’arabe est parlé par environ 250 millions de personnes, de l’Irak jusqu’en Mauritanie, en passant par Palestine et Malte. On trouve également de l'arabe littéraire dans la société occidentale par les immigrés.

### Scolarisation
La place de l’enseignement dans les pays arabes varie. La Banque mondiale nommait le Koweït et la Jordanie les pays champions de l’éducation. L’importance qu’on y accorde, grâce à de nombreuses réformes, a permis à ces pays de montrer l’importance de l’éducation des jeunes pour un meilleur avenir. Il y a en bas de cette échelle le Yémen, Djibouti, le Maroc et l’Irak. Il ne faut oublier que dans le cas de l’Irak, la succession de guerres et de conflits sociaux ont pu être une des causes de ce classement. Les raisons qui peuvent aussi amener certains pays à être en bas de la liste peuvent être la pauvreté, le manque de ressources professionnelles et les incessants conflits. La destruction des édifices et du matériel peut rendre la tâche plus ardue. La situation tend à changer encore. Les pays pétroliers semblent faire des pas en avant grâce aux pétrodollars. Les pays ayant moins de ressources font ce qu’ils peuvent et tentent de faire des réformes. Les pays ont ouvert des universités et des programmes adaptés aux demandes estudiantines. Les échanges d'étudiants entre les universités américaines et canadiennes ont permis aux étudiants arabes d’acquérir des savoirs différents et de les rapporter dans leur pays.